# Bataille de l'Oued-el-Leben
conflits algéro-chérifiens
Batailles
La bataille de l'Oued-el-Leben  a lieu en mars-avril 1558 au nord de Fès. Elle oppose les forces  de Hassan Pacha, beylerbey de la régence d'Alger, à celles de l'Empire chérifien où règne alors la dynastie des Saadiens,.

## Contexte
La bataille a lieu en raison du refus du sultan marocain Abdallah al-Ghalib de prêter allégeance aux Ottomans et de l'alliance qu'il conclut avec les Espagnols.
Sûr de la solidité de son armée et de la force de son projet, le sultan marocain préfère l'affrontement militaire. Il s'ensuivra plusieurs confrontations entre, d'un côté les forces marocaines et, de l'autre côté, les forces de la Régence d'Alger .

## Déroulement
Une expédition ottomane est alors lancée contre le Maroc saadien pendant l'hiver 1558, dirigée par Hassan Pacha, beylerbey d'Alger. Les deux armées se confrontent au nord de Fès, sur les bords de l'oued el-Leben (litt. « la rivière du lait »), un affluent du Sebou.
Dans une lettre, Abdallah el-Ghalib revendique la fuite des Ottomans vers les montagnes avoisinantes, où les Marocains les ont poursuivis le lendemain jusqu'à l'oued Luyma, et rapporte la mort de trois de leurs capitaines. Les forces ottomanes se sont ensuite réfugiées dans une autre montagne où elles ont établi leur campement, et le 4 avril, les Marocains les ont harcelées jusqu'à la nuit. Abdallah el-Ghalib affirme également que le 5 avril, les Marocains ont continué à poursuivre les Ottomans dans les montagnes de l'Ouargha, en ont massacré une partie et se sont emparés de leurs bêtes de somme et de leurs chevaux. Très peu de Turcs ont réussi à traverser l'oued Ouargha.
Le 6 avril, les Marocains ont consolidé leur victoire éclatante, tandis que le pacha d'Alger s'enfuit précipitamment avec une escorte de 2000 renégats. Selon l'historien et chercheur au CNRS Nabil Mouline, le contingent ottoman a été décimé, et Hassan Pacha n'a survécu que grâce à la rapidité de son cheval.

## Issue et conséquences
Au terme de la bataille Hassan Pacha établit son camp sur les hauteurs des collines environnantes. Les forces turco-algériennes sont cependant rapidement contraintes de se retirer, à l'annonce d'une probable attaque espagnole contre la Régence depuis Oran ainsi qu'à la suite de la défection du prince de Debdou, qui rallie le camp saadien lors du deuxième jour de la bataille,. Hassan Pacha divise alors son armée en deux groupes ; certains goums battent en retraite par voie terrestre vers Tlemcen tandis que lui-même et les arquebusiers embarquent vers Alger depuis le port de Qassassa, près de Melilla, afin de se préparer à contrer les Espagnols qui ne tarderont pas à lancer une offensive contre Mostaganem en août-septembre de la même année.
La bataille de l'Oued-el-Leben revêt une grande importance pour le Maroc et la dynastie Saâdienne : la tentative d'invasion ottomane va créer une union sacrée autour du sultan, qui lui concèdera seize ans de répit, et constituera la dernière tentative ottomane de conquête du pays.
À la suite de cette victoire, soucieux de contrer l'influence grandissante des Turcs au Maroc, que ce soit sur le plan religieux ou militaire, le Sultan Abdallah el-Ghalib prit des mesures d'une grande portée. Il s'allia avec Sidi Allal El-Hadj El-Baqqal, le chef spirituel des Ghomaras, prenant ainsi position en faveur de la tariqa Chadhiliyya au détriment de la tariqa Qadiriyya, chère aux Ottomans. Cette décision démontra la volonté du Sultan de promouvoir une version « locale » des sciences religieuses, se détachant ainsi de l'influence des savants de Constantinople.
Parallèlement, pour le Sultan, renforcer la défense militaire contre les incursions ottomanes était prioritaire, notamment dans les régions stratégiques entre Fès et Tlemcen, le Roi Saâdien opta pour une politique de territorialisation. Il accueillit ainsi les tribus "Guich", en qui il plaçait sa confiance, parmi les Arabes Banu Maqil et les Arabes originaires de Tlemcen, leur octroyant des terres propices à l'agriculture. Ces terres, servaient donc de "zone tampon" face à l'armée ottomane.

## Référencement